# Saison 10 de Bones
Chronologie
Saison 9 Saison 11
Cet article présente les vingt-deux épisodes de la dixième saison de la série télévisée américaine Bones.

## Synopsis
Une experte en anthropologie, Temperance Brennan, et son équipe à l'institut Jefferson (une allusion au Smithsonian Institution) est appelée à travailler en collaboration avec le FBI dans le cadre d'enquêtes criminelles, lorsque les méthodes classiques d'identification des corps ont échoué. Temperance travaille à partir des squelettes (d'où son surnom éponyme de la série : Bones, qui signifie « ossements », en anglais). Celle-ci est épaulée par un agent du FBI, Seeley Booth, avec lequel elle entretient des rapports tantôt conflictuels, tantôt complices voire plus. Aujourd'hui, mariés, ils ont un enfant. Elle s'appuie également sur son équipe de scientifiques : Angela Montenegro, la meilleure amie de Brennan, qui a inventé un logiciel pour reconstituer une scène de crime en images tridimensionnelles, le Dr Jack Hodgins, entomologiste et expert en spores et en chimie, le Dr Camille Saroyan, expert légiste, mais surtout la supérieure hiérarchique de Brennan et aussi de plusieurs assistants. Il y a également le Dr Lance Sweets, jeune psychologue qui collabore avec Booth sur les techniques d'interrogatoire et de profilage.

## Distribution

### Acteurs principaux
- Emily Deschanel (VF : Louise Lemoine Torrès) : Dr. Temperance « Bones » Brennan
- David Boreanaz (VF : Patrick Borg) : agent spécial Seeley Joseph Booth
- Michaela Conlin (VF : Chantal Baroin) : Angela Montenegro
- T. J. Thyne (VF : Thierry Kazazian) : Dr. Jack Hodgins
- Tamara Taylor (VF : Annie Milon) : Dr. Camille Saroyan
- John Francis Daley (VF : Damien Ferrette) : Dr. Lance Sweets (1 épisode)
- John Boyd (VF : Yoann Sover) : agent du FBI James Aubrey

### Acteurs récurrents
- Sunnie Pelant (de) : Christine Booth (11 épisodes)
- Patricia Belcher (VF : Julie Carli) : Caroline Julian (5 épisodes)
- Sterling Macer Jr : Victor Stark, le directeur adjoint (2 épisodes).
- Ryan O'Neal (VF : Hervé Jolly) : Max Keenan (2 épisodes)
- Sam Anderson : Hugo Sanderson (2 épisodes)
- Andrew Leeds (VF : Mathias Casartelli) : Christopher Pelant (2 épisodes)

#### Les assistants duDrBrennan
- Carla Gallo (VF : Laura Préjean) : Daisy Wick (5 épisodes)
- Eugene Byrd (VF : Pascal Nowak) : Dr Clark Edison (4 épisodes)
- Michael Terry (VF : Nicolas Beaucaire) : Wendell Bray (4 épisodes)
- Ignacio Serricchio (VF : Gilles Morvan) : Rodolfo Fuentes, nouvel interne (4 épisodes)
- Laura Spencer (VF : Lydia Cherton) : Jessica Warren, nouvelle interne (4 épisodes)
- Pej Vahdat (VF : Jérémy Prevost) : Arastoo Vaziri (4 épisodes)
- Brian Klugman (VF : Stéphane Ronchewski) : Dr Oliver Wells, nouvel interne (1 épisode)

### Invités
- Rance Howard : Jerold Norsky (épisodes 1 et 2)
- Phyllis Logan : Sandra Zins (épisode 6)
- Cyndi Lauper (VF : Isabelle Ganz) : Avalon Harmonia (épisode 11)
- Amy Davidson : Leona Saunders (épisode 5)
- John Billingsley : Edward Harkness (épisode 5)
- Sean Gunn : Howard Fitch (épisode 5)
- François Chau : Victor Lee (épisode 6)
- Gil Bellows : Mason Barnes (épisode 7)
- Sam Lloyd : Donald McKeon (épisode 8)
- Nathaniel Buzolic : Hunter Ellis (épisode 12)
- Jason Gray-Stanford : Roger Flender (épisode 13)
- Carlos Alazraqui : Sammy Tucker (épisode 14)
- Arden Myrin : Lori Tucker (épisode 14)
- Nicole Sullivan : Joanne DeMarco (épisode 16)
- Kurt Fuller : Sid Lauren (épisode 16)
- China Anne McClain : Kathryn Walling (épisode 17)
- Alysia Reiner : Amelia Minchin (épisode 17)

## Production

### Développement
En janvier 2014, le président de la Fox, Kevin Reilly (en), a annoncé que la série devrait connaitre certainement une dixième et ultime saison mais sans le créateur de la série, Hart Hanson. Le 29 janvier 2014, la chaîne a officiellement renouvelé la série pour une dixième saison, qui sera l'antépénultième.

### Casting
En juillet 2014, John Boyd a obtenu un rôle récurrent lors de cette saison.
En septembre 2014, Phyllis Logan a obtenu un rôle d'invité lors de cette saison.
En octobre 2014, Mindy Cohn a obtenu un rôle d'invité le temps d'un épisode lors de cette saison.
En novembre 2014, Cyndi Lauper est annoncée pour reprendre son rôle d'Avalon Harmonia le temps d'un épisode.

## Liste des épisodes

### Épisode 1:La Conspiration, deuxième partie
- États-Unis /  Canada : 25 septembre 2014 sur FOX[8] / Global
- France : 
  - 20 novembre 2014 sur M6[9]
  - 26 mars 2015 sur Antenne Réunion[10]

- États-Unis : 6,34 millions de téléspectateurs[11] (première diffusion)
- Canada : 2,09 millions de téléspectateurs[12] (première diffusion + différé 7 jours)
- France : 2,35 millions de téléspectateurs[13] (première diffusion)

- J. D. Cullum (en) (Glenn Durant)
- David Fabrizio (nl) (Kevin Brady)
- Daniel Lee Robertson III (Kenny)
- Rance Howard (Jerold Norsky)

### Épisode 2:La Conspiration, troisième partie
- États-Unis /  Canada : 2 octobre 2014 sur FOX / Global
- France : 
  - 27 novembre 2014 sur M6[9]
  - 26 mars 2015 sur Antenne Réunion[10]

- États-Unis : 6,41 millions de téléspectateurs[14] (première diffusion)
- Canada : 2,1 millions de téléspectateurs[15] (première diffusion + différé 7 jours)
- France : 2,32 millions de téléspectateurs[16] (première diffusion)

- John Boyd (James Aubrey)
- J. D. Cullum (Glenn Durant)
- Rance Howard (Jerold Norsky)
- Shelley Robertson (Linda Dugan)
- Susan Angelo (Susan Sprung)
- Laurence Leong (le technicien du FBI)

### Épisode 3:Deux nuances de Booth
- États-Unis /  Canada : 9 octobre 2014 sur FOX / Global
- France :
  - 2 avril 2015 sur Antenne Réunion[10]
  - 18 juin 2015 sur M6[9]

- États-Unis : 6,39 millions de téléspectateurs[17] (première diffusion)
- Canada : 1,95 million de téléspectateurs[18] (première diffusion + différé 7 jours)
- France : 3,37 millions de téléspectateurs[19] (première diffusion)

- Jonah Wharton (Williams Byers)
- Kate Hampton (Miriam Whitehouse)
- Erinn Westbrook (Brenda)
- Amanda Ratzlaff (Shawna)
- Gary Basaraba (Bob Gordon)
- William B. Vought (Alan Spaziano)
- Mouzam Makkar (Selena Skarsgard)

### Épisode 4:Game over
- États-Unis /  Canada : 16 octobre 2014 sur FOX / Global
- France :
  - 2 avril 2015 sur Antenne Réunion[10]
  - 18 juin 2015 sur M6[9]

- États-Unis : 6,56 millions de téléspectateurs[20] (première diffusion)
- Canada : 1,84 million de téléspectateurs[21] (première diffusion + différé 7 jours)
- France : 3,07 millions de téléspectateurs[réf. nécessaire] (première diffusion)

- Erik Stocklin (Noah Gummersall)
- Alexandra Metz (Anne Schamberg)
- Chad Michael Collins (Travis Leete)
- Denyse Tontz (Chloe Blanchard / Alice Kelly)
- Many McMillian (Jen Park)
- Trevir Gore (Darren)
- Kdaen Hetherington (Jimmy)
- Sunnie Pelant (Christine)

### Épisode 5:Retour de flamme
- États-Unis /  Canada : 30 octobre 2014 sur FOX / Global
- France : 
  - 9 avril 2015 sur Antenne Réunion[10]
  - 25 juin 2015 sur M6[9]

- États-Unis : 5,6 millions de téléspectateurs[22] (première diffusion)
- Canada : 1,99 million de téléspectateurs[23] (première diffusion + différé 7 jours)
- France : 3,44 millions de téléspectateurs[24] (première diffusion)

- Amy Davidson (Dr Leona Saunders)
- John Billingsley (Dr Edward Harkness)
- Nora Dunn (Tess Brown)
- Sean Gunn (Dr Howard Fitch)
- Gabriel Tigerman (Aldus Carter)
- Keston John (Malik Farris)

### Épisode 6:Par-delà la mort et l’enfer
- États-Unis /  Canada : 6 novembre 2014 sur FOX / Global
- France : 
  - 9 avril 2015 sur Antenne Réunion[10]
  - 25 juin 2015 sur M6[9]

- États-Unis : 5,64 millions de téléspectateurs[25] (première diffusion)
- Canada : 1,86 million de téléspectateurs[26] (première diffusion + différé 7 jours)
- France : 3,09 millions de téléspectateurs[réf. nécessaire] (première diffusion)

- Danny Woodburn (Alex Radziwill)
- Francois Chau (Victor Lee)
- Ray Proscia (Andy Dolmar)
- Phyllis Logan (Sandra Zins)
- Leann Lei (Tammy Hyun)
- Truong Quoc Ly (Sung Dae Park)
- Vera Miao (Jennifer Chen)
- Brian Poth (Jeremy Walford)

### Épisode 7:Traders
- États-Unis /  Canada : 13 novembre 2014 sur FOX / Global
- France :
  - 16 avril 2015 sur Antenne Réunion[10]
  - 2 juillet 2015 sur M6[9]

- États-Unis : 5,5 millions de téléspectateurs[27] (première diffusion)
- Canada : 1,76 million de téléspectateurs[28] (première diffusion + différé 7 jours)

- Charlene Amoia (Annie Wachlin)
- Gil Bellows (Mason Barnes)
- Lisa Datz (McKenzie Solloway)
- Adam Bartley (Derek Kaplan)
- LaMonica Garrett (Blair Ellis)
- Drew Wicks (Wayne)
- August Maturo (Scotty)
- Jamison Haase (Dale)
- Megan Davis (Barely Dressed Stripper)

### Épisode 8:Le Seigneur des mots croisés
- États-Unis /  Canada : 20 novembre 2014 sur FOX / Global
- France : 
  - 16 avril 2015 sur Antenne Réunion[10]
  - 2 juillet 2015 sur M6[9]

- États-Unis : 5,26 millions de téléspectateurs[29] (première diffusion)
- Canada : 1,65 million de téléspectateurs[30] (première diffusion + différé 7 jours)

- Mindy Cohn (Valentina)
- Debbon Ayer (Emilia Brooks)
- Alison Haislip (Alexis Sherman)
- Sean Marquette (Emory Stewart)
- Sam Lloyd (Donald McKeon)
- Jack Topalian (Richie Williams)
- Tracey Costello (le docteur)
- Terryn Westbrook (l'infirmière)

### Épisode 9:Manipulation
- États-Unis /  Canada : 4 décembre 2014 sur FOX / Global
- France : 
  - 23 avril 2015 sur Antenne Réunion[10]
  - 9 juillet 2015 sur M6[9]

- États-Unis : 5,7 millions de téléspectateurs[31] (première diffusion)
- Canada : 1,79 million de téléspectateurs[32] (première diffusion + différé 7 jours)

- Shalita Grant (Andie Roberts)
- Shanna Collins (Tabitha Coleman)
- Chastity Lynn Dotson (Victoria Andrews)
- Reva Rose (Barbara Huntley)
- David L. King (le professeurr Randall Fairbanks)
- Miriam Flynn (Fancie Von Mertens)
- Mary Gillis (Ruth Wernick)
- Grant Harvey (Alex Heck)
- Braden Fitzgerald (Henry)
- Dallas James Liu (Riley)

### Épisode 10:La femme qui en savait trop
- États-Unis /  Canada : 11 décembre 2014 sur FOX / Global
- France : 
  - 23 avril 2015 sur Antenne Réunion[10]
  - 9 juillet 2015 sur M6[9]

- États-Unis : 5,49 millions de téléspectateurs[33] (première diffusion)
- Canada : 1,72 million de téléspectateurs[34] (première diffusion + différé 7 jours)

- Mather Zickel (Aldo Clemens)
- Michael Badalucco (Scott Starret / pilote)
- Billy Gibbons (lui-même / Sarge)
- Giuseppe Scoleri (PeeWee)

- Cet épisode est le 200e de la série.

### Épisode 11:Esprit es-tu là?
- États-Unis /  Canada : 26 mars 2015 sur FOX[35] / Global
- France : 16 juillet 2015 sur M6[9]

- États-Unis : 5,84 millions de téléspectateurs[36] (première diffusion)
- Canada : 1,61 million de téléspectateurs[37] (première diffusion + différé 7 jours)

- Cyndi Lauper (Avalon Harmonia)
- Gabrielle Dennis (Alana Jackson)
- Frankie Ingrassia (Hilary Featherson)
- Steven Williams (Pastor Desmond Simmons)
- Alexander MacNicoll (Alex Dunaway)
- Gregory Zarian (Anthony Taylor)

### Épisode 12:L'Égalité des chances
- États-Unis /  Canada : 2 avril 2015 sur FOX / Global
- France : 16 juillet 2015 sur M6[9]

- États-Unis : 4,74 millions de téléspectateurs[38] (première diffusion)
- Canada : 1,54 million de téléspectateurs[39] (première diffusion + différé 7 jours)

- Allius Barnes (Marcellus Miller)
- Allen Maldonado (Keith Miller)
- Brendan Robinson (Shane Gentry)
- Nathaniel Buzolic (Hunter Ellis)
- Josh Latzer (Paul Garnett / Steven Grady)
- Peter Banifaz (Terrence)
- George Sharperson (Gary)

- À noter la présence d'une araignée recluse brune en début d'épisode, dont les morsures lui ont valu plusieurs articles[40] juste avant la diffusion initiale en France (en réalité ce n'est pas cette espèce[41]).

### Épisode 13:Le Crime dans la peau
- États-Unis /  Canada : 9 avril 2015 sur FOX / Global
- France : 23 juillet 2015 sur M6[9]

- États-Unis : 5,03 millions de téléspectateurs[42] (première diffusion)
- Canada : 1,47 million de téléspectateurs[43] (première diffusion + différé 7 jours)

- Chelsea Royce Tavares (Sabrina Clevenger)
- Cory Tucker (Jason Pemberton)
- Jay Brian Winnick (Arnie)
- Gabriel Salvador (Alex Rockwell)
- Sam Sarpong (Thomas Saltz)
- Jason Gray-Stanford (Roger Flender)
- Eric Phillips (Desmond Holstein)
- Christopher Carrington (Mark Morgan)
- Mario Perez (Connor Freeman)

### Épisode 14:Le Dernier Parcours
- États-Unis /  Canada : 16 avril 2015 sur FOX / Global
- France : 30 juillet 2015 sur M6[9]

- États-Unis : 4,88 millions de téléspectateurs[44] (première diffusion)
- Canada : 1,48 million de téléspectateurs[45] (première diffusion + différé 7 jours)

- Carlos Alazraqui (Sammy Tucker)
- Arden Myrin (Lori Tucker)
- Shalita Grant (Andie Roberts)
- Chris Marrs (Jake Carter)
- Eric Allan Kramer (Eric Simms)
- Alexandra Nicole Frnka (Darla Simms)
- Gary Ballard (Hollis Pepall)
- Drew B. Waters (Winston Scruggs)

### Épisode 15:Cercle infernal
- États-Unis /  Canada : 23 avril 2015 sur FOX / Global
- France : 20 août 2015 sur M6[9]

- États-Unis : 4,65 millions de téléspectateurs[46] (première diffusion)
- Canada : 1,52 million de téléspectateurs[47] (première diffusion + différé 7 jours)

- Seth Peterson (Matt Elliott)
- Jeremy Ratchford (ATM)
- Janelle Giumarra (Gold Digger)
- Adam Tsekhman (Mustache / Johnny)
- Todd Elliott Williams (Mid-Life / Nate)
- Zachary Laurent Schor (Beanie Guy)
- Ryan Stallings (Dealer)
- Vito D'Ambrosio (Jason Samuels)
- Todd Williams (Nate Crowe)
- Trevor Algatt (Jeff Dover)
- Christoher Matthew Downs (Dustin West)
- Victoria Garcia Kelleher (Jayne Barry)
- Joseph Ahmadyar (Mike)
- David Hemphill (Willie)

### Épisode 16:Chili sin carne
- États-Unis /  Canada : 30 avril 2015 sur FOX / Global
- France : 27 août 2015 sur M6[9]

- États-Unis : 4,29 millions de téléspectateurs[48] (première diffusion)
- Canada : 1,48 million de téléspectateurs[49] (première diffusion + différé 7 jours)

- Mike Starr (Frankie Cooper)
- Jimmy Smagula (Chili Reuben)
- Nicole Sullivan (Joanne DeMarco)
- Adam Shapiro (Kenneth Morton)
- Rico E. Anderson (Sergent Kilgore)
- Kurt Fuller (Sid Lauren)
- Brian Robinson (Glen Fisher)
- Nikea Gamby-Turner (Kelly McMahon)
- Noel Gugliemi (Logan Manzes)
- Kelly Schumann (Susan Bowles)

- Lors de cet épisode, les 206 os du corps humain sont nommés lors de l'enquête, ce qui n'est certainement pas une coïncidence, car il s'agit du 206e épisode de la série.

### Épisode 17:Trop jeune pour mourir
- États-Unis /  Canada : 7 mai 2015 sur FOX / Global
- France : 3 septembre 2015 sur M6[9]

- États-Unis : 4,49 millions de téléspectateurs[50] (première diffusion)
- Canada : 1,17 million de téléspectateurs[51] (première diffusion + différé 7 jours)

- Alysia Reiner (Amelia Minchin)
- Adam Zastrow (Tyler O'Brian)
- Jordan James Smith (Jake Ryan)
- Brielle Barbusca (Arianna Donas)
- McKaley Miller (Cayla Seligman)
- China Anne McClain (Kathryn Walling)
- Jenny Cooper (Kim Delson)
- David Monahan (Kurt Delson)

### Épisode 18:48 heures chrono
- États-Unis /  Canada : 7 mai 2015 sur FOX / Global
- France : 3 septembre 2015 sur M6[9]

- États-Unis : 4,49 millions de téléspectateurs[50] (première diffusion)

- Linda Lavin (le juge Michael)
- Gabriel Salvador (Alex Rockwell)
- Sam Sarpong (Thomas Saltz)
- Jason Gray-Stanford (Roger Flender)
- Jessica Camacho (Lauren Slater)
- Rob Murat (Pasteur Torrance Evans)
- Christian Telesmar (agent Keene)

- Cet épisode fait suite à l'épisode 13 de cette saison.

### Épisode 19:Un thé à Téhéran
- États-Unis /  Canada : 14 mai 2015 sur FOX / Global
- France : 10 septembre 2015 sur M6[9]

- États-Unis : 4,71 millions de téléspectateurs[52] (première diffusion)
- Canada : 1,43 million de téléspectateurs[53] (première diffusion + différé 7 jours)

- Houshang Touzie (Majid Namazi)
- Hrach Titizian (l'officier Sanjar Zamani)
- George Georgiou (de) (Hooshmand)
- Matthew Charles Burns (Jimmy Kosinski)
- David F. Davoodian (Omid Turan)
- Mershad Torabi (Yasser Kashani)
- Marina Shtelen (Oksana Kozlov)
- Amir Talai (Hamid Vaziri)

### Épisode 20:La Collectionneuse
- États-Unis /  Canada : 28 mai 2015 sur FOX / Global
- France : 10 septembre 2015 sur M6[9]

- États-Unis : 5,42 millions de téléspectateurs[54] (première diffusion)
- Canada : 1,58 million de téléspectateurs[55] (première diffusion + différé 7 jours)

- Taylor Spreitler (Courtney Hodsoll)
- Alex Skuby (Gavin Chadwick)
- Caroline Juliette Jeffers (Cheryl McMichael)
- Mahryah Shain (Scott Simon)
- Michael Cram (Ted Thompson)
- Wendy Worthington (la serveuse)
- Jason Galloway (Frère Tepper)
- Rick Overton (le prêtre)

### Épisode 21:Par bonté d'âme
- États-Unis /  Canada : 4 juin 2015 sur FOX / Global
- France : 17 septembre 2015 sur M6[9]

- États-Unis : 5,21 millions de téléspectateurs[56] (première diffusion)
- Canada : 1,5 million de téléspectateurs[57] (première diffusion + différé 7 jours)

- Alex Skuby (Gavin Chadwick)
- Frank Myers (Dale Brock)
- Courtney Hope (Elizabeth Collins)
- Amanda Kate Brooks (Nan Roselick)
- Victor Alfieri (Danato)
- Tony Mirrcandani (Ramish Patel)

Les os d'un motard reconverti dans le yoga sont retrouvés après un incendie de trois jours. Booth arrive à 30 jours d'abstinence de jeu et Brennan se sent prête à faire un geste vers lui.

### Épisode 22:Ce n'est qu'un au revoir
- États-Unis /  Canada : 11 juin 2015 sur FOX / Global
- France : 24 septembre 2015 sur M6[9]

- États-Unis : 5,11 millions de téléspectateurs[58] (première diffusion)
- Canada : 1,62 million de téléspectateurs[59] (première diffusion + différé 7 jours)

- Andrew Leeds (Christopher Pelant)
- Lindsey Kraft (Leelah Strawn)
- Derek Mio (Owen Ellickson)
- Jaimyon Parker (Duncan Klee)
- Tug Coker (Kevin Dunlop)
- Blaine Holtkamp (Jeffersonian Tech)